# Happy New Year (pjesma sastava ABBA)
"Happy New Year" pjesma je švedske pop grupe ABBA iz 1980. godine s njihova albuma Super Trouper. Prvobitni naziv pjesme trebao je biti više duhovit i manje svečan, a glasio je "Tata, nemoj se napiti za Božić". Iako je snimljena 1980. godine, na engleskom jeziku nije objavljena kao singl sve do 1999. godine i proslave velikog milenija.
Felicidad je verzija pjesme na španjolskom jeziku za područje Španjolske, Sjeverne i Južne Amerike. U Argentini se tako našla na 5. mjestu nacionalne ljestvice, nakon objavljivanja u sklopu spomenutog albuma Super Trouper u Argentini, ali s napomenom da se singl Happy New Year nalazio na A-strani, a singl Super Trouper na B-strani.
"Felicidad" se ponovno našao i kao dio albuma ABBA ORO – Grandes Exitos, koji je izdala tvrtka Polydor Records, u dvama izdanjima: 1994. (SAD) i 1999. (svjetsko tržište).
Singl je 2008. ponovno objavljen u nekoliko država i postigao značajan uspjeh. Tako je u Danskoj završio na 25., u Norveškoj na 11. i u Švedskoj na 4. mjestu nacionalne glazbene ljestvice. Sljedeće godine, 2009., obnovljeno je izdanje pjesme, te je u skandinavskim zemljama ponovno bila među prvih 5, a u Nizozemskoj među prvih 10 pjesama nacionalne glazbene ljestvice.
U prosincu 2011. izdano je ograničeno "srebrno izdanje" najvećih hitova u nakladi od svega 500 primjeraka, koji je uključivao pjesme Happy New Year i The Way Old Friends Do. Izdanje se moglo kupiti samo narudžbom preko službenih stranica ABBA-e i službene stranice obožavatelja, a rasporodano je na isti dan kada je i pušteno u prodaju.

## Vanjske poveznice
- (engl.) Cjeloviti tekst pjesme  Arhivirana inačica izvorne stranice od 2. kolovoza 2017. (Wayback Machine) na MetroLyrics
- (engl.) Službena izvedba pjesme na Youtube kanalu ABBA-e